# Ishibutai-Kofun

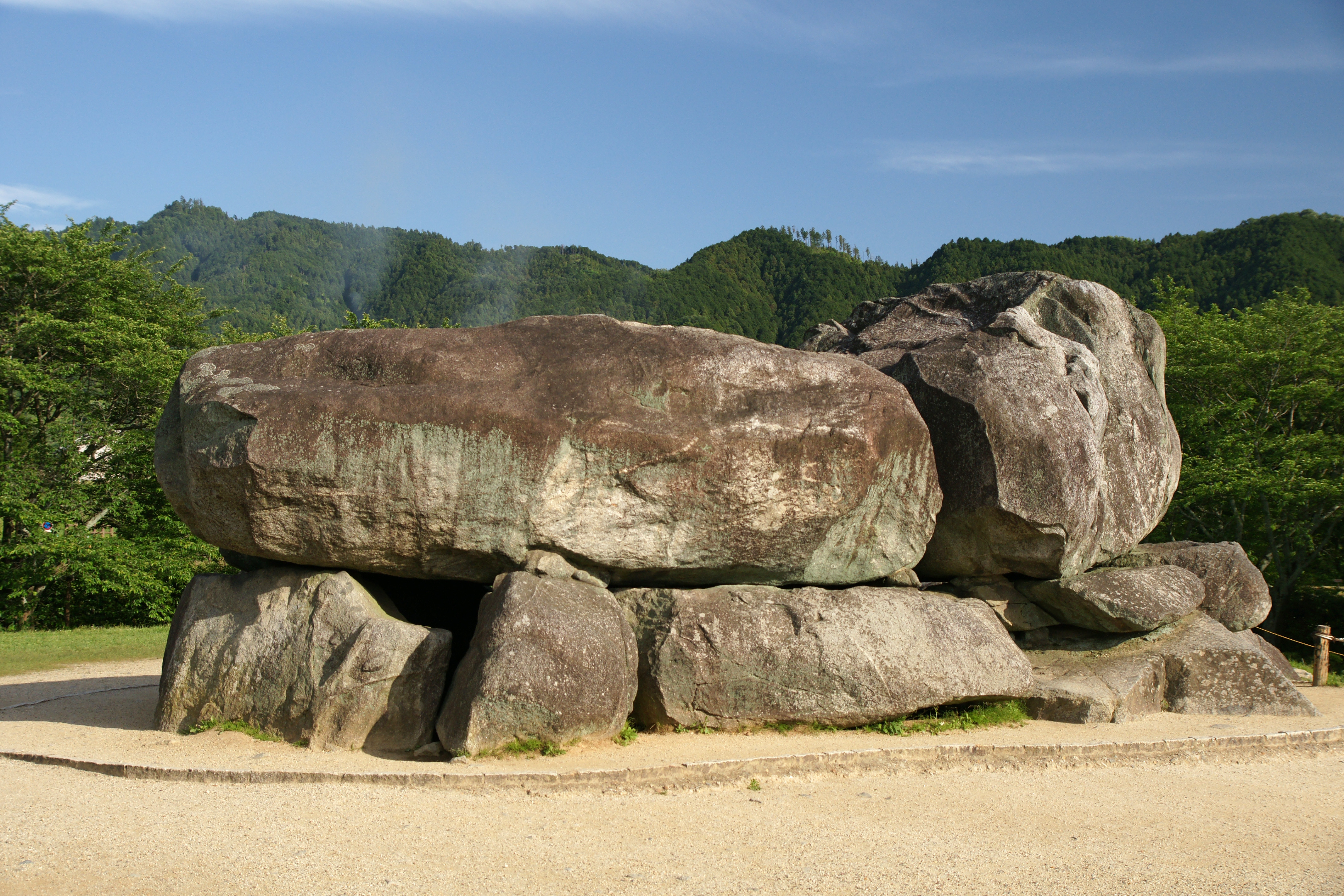
Ishibutai-Kofun

Ishibutai-Kofun (japanisch 石舞台古墳), auch Ishibutoya- oder Ishifutoya-Kofun (石太屋古墳), ist ein Hügelgrab (Kofun) und damit eine archäologische Fundstätte aus der späten Kofun-Zeit (7. Jahrhundert) im „Nationalhistorischen Park Asuka“ in der Gemeinde Asuka, Präfektur Nara. Man nimmt an, dass es sich bei dieser größten Megalith-Konstruktion Japans um das Grab von Soga no Umako handelt. Es wurde 1952 zur besonderen historischen Stätte deklariert und steht auf der Tentativliste für das UNESCO-Welterbe.

## Überblick

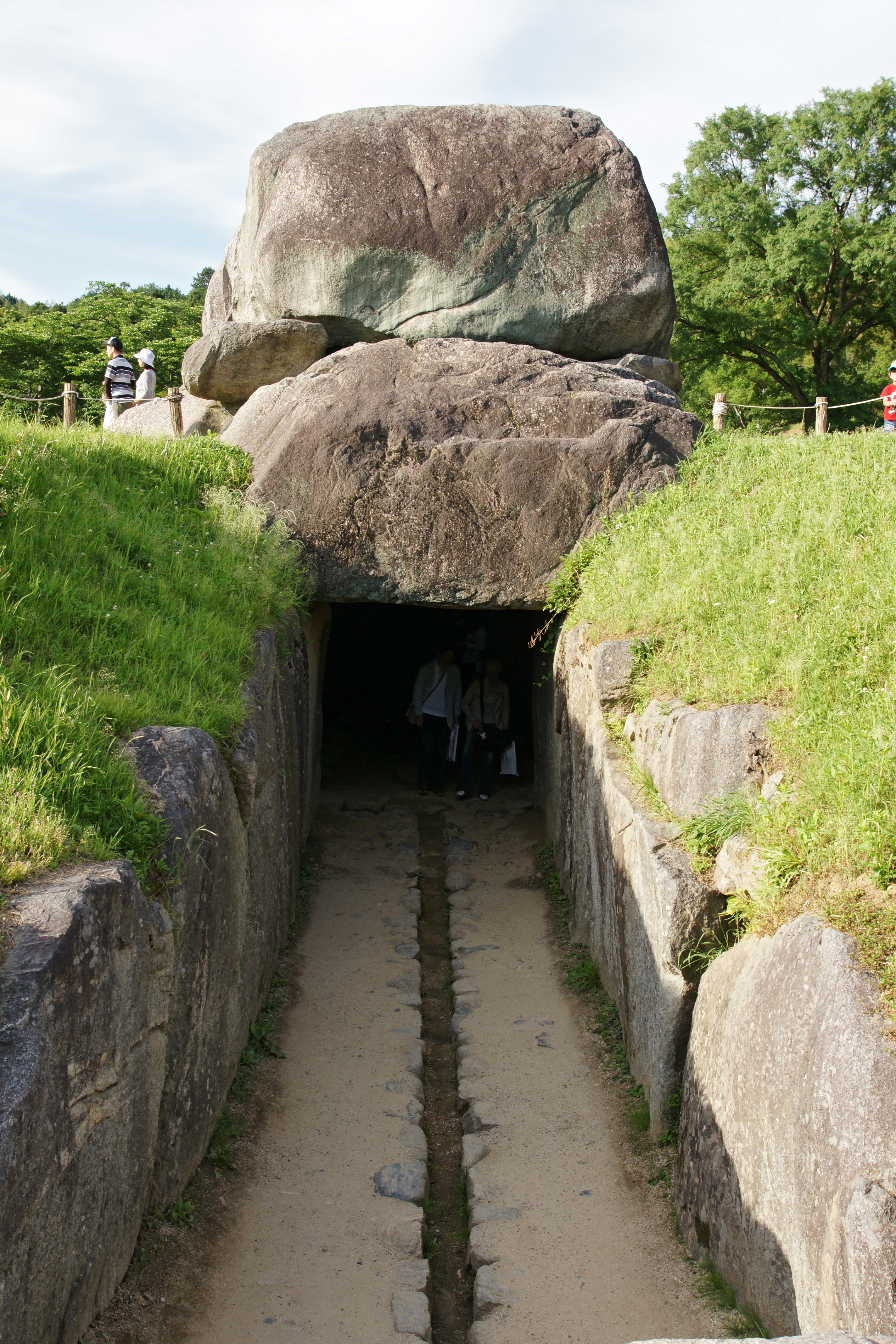
Eingang zum Ishibutai-Kofun

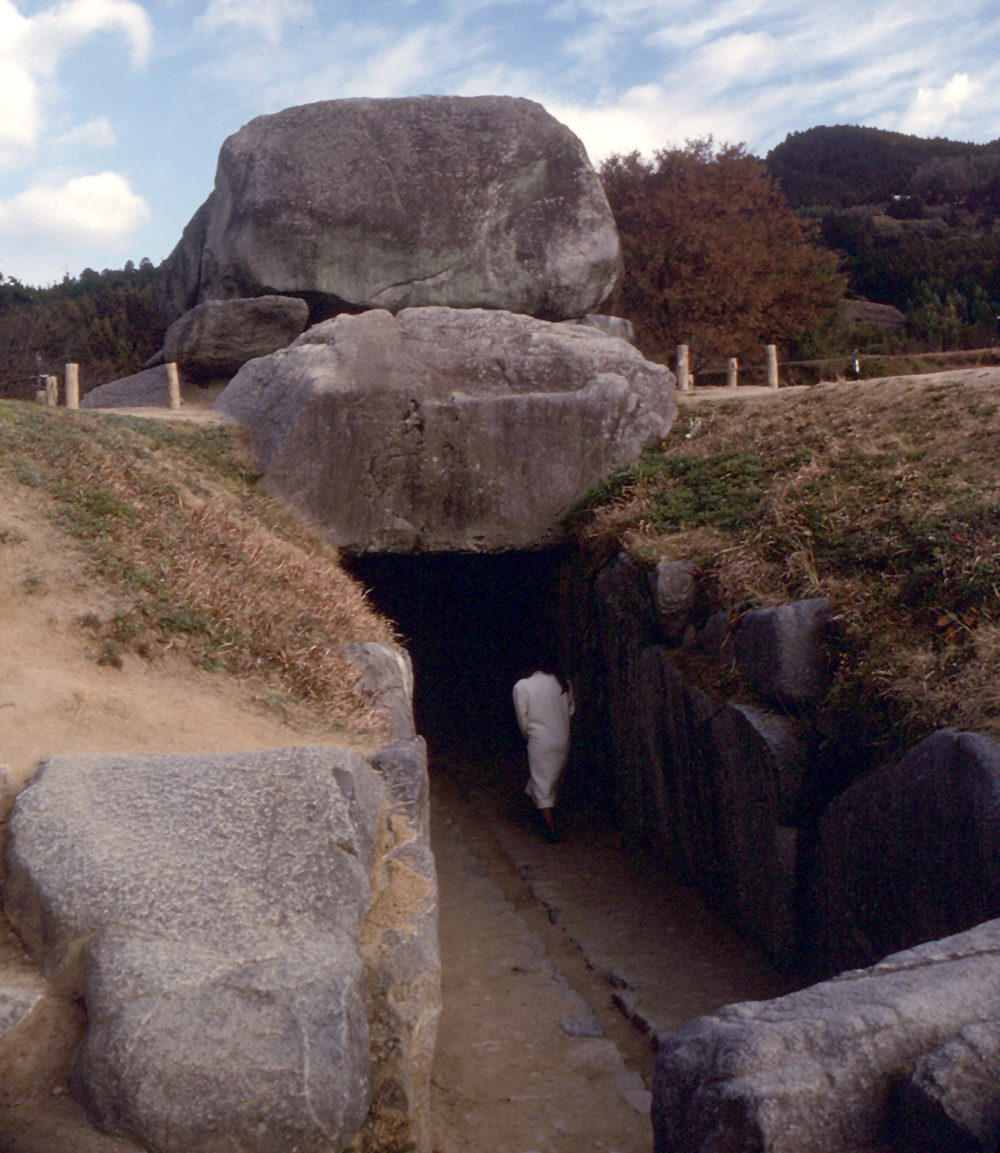
Ishibutai-Kofun

Erste Ausgrabungen am Ishibutai-Kofun durch Hamada Kōsaku von der Universität Kyōto fanden 1933 und 1936 statt. 1954 und in der Folge 1959 fanden Restaurierungsarbeiten statt.
Die Grabstätte war ursprünglich mit Erde bedeckt, die im Laufe der Zeit erodierte und abgetragen wurde. Die dadurch freigelegte Steinkammer besteht aus ca. 30 Megalithen mit einem Gesamtgewicht von 2300 t. Der Deckstein alleine wiegt etwa 75 bis 77 t. Die Grabanlage ist außen quadratisch mit einer Seitenlänge von 80 bis 90 m.
Die Grabkammer, die durch zwei Seitengänge (横穴式石室 yokoana sekishitsu) aus Granit zugänglich ist, hat eine Länge von 7,7 m, eine Deckenhöhe von 4,7 m und eine Breite von 3,5 m. Der Seitengang (羨道 endō) ist elf Meter lang und 2,5 Meter breit. Es ist nicht ganz klar, ob das Ishibutai-Kofun einen rechteckigen Grundriss besitzt. Es könnte sich ebenfalls um eine Grabanlage mit quadratischem Grundriss und rundem Tumulus (上円下方墳 jōenka hōfun) oder um eine Grabanlage mit achteckiger Basis (下方八角墳 kahō hakkakufun) handeln.
Die Grabkammer besitzt eine Drainage-Vorrichtung, da der Oberlauf des Flusses Fuyuno in der Nähe der Anlage vorbeifließt. Der Sarg wurde durch Raubgrabungen zerstört.

## Bestattung und bestattete Person
Eine erste Erwähnung des Hügelgrabs mit der Bezeichnung Ishibutoya-Kofun als Grab des Temmu-Tennō findet sich im Werk „Washū kyūseki yūkō“ (和州旧跡幽考, 1681) von Hayashi Sōho. Weiterhin findet sich eine Beschreibung des Ishibutai-Kofun im 1772 entstandenen Sugagasa no Nikki (管笠日記) Motoori Norinaga. Norinaga ordnet das Ishibutai-Kofun und das südlich davon liegende Miyakozuka-Kofun den beiden Tennō Suiko und Yōmei zu.
Der Autor des Unohara Nikki (卯花日記) von 1829 hingegen nimmt an, dass es sich beim Ishibutai-Kofun nicht um das Grab von Soga no Umako handelt. 1848 taucht das Ishibutai-Kofun im Werk „Bildersammlung berühmter Orte der Dreiunddreißig heiligen Stätten der Kannon-Verehrung in Westjapan“ (西国三十三所名所図会 Saigoku sanjūsansho meisho zue) des edozeitlichen Holzschnittkünstlers Akatsuki Kanenari (1793–1861) auf. Dort wird die Höhe des Kofun mit rund zwei Ken (3,6 m) und ein Umfang von 10 Ken (ca. 18 m) angegeben. Außerdem vermutet Akatsuki, dass es sich um die Grabstätte des Temmu-Tennō handelt.
Neben der Theorie, dass es sich um das Grab von Soga no Umako handelt, gibt es auch Archäologen wie Mizuno Masayoshi (1934–2015) von der Universität Nara, die annehmen, Soga no Iname, der Vater von Umako, sei hier bestattet.

## Artefakte
Bei den Ausgrabungen im Außenbereich des Kofun fand man Haji- und Sue-Keramik, Metallbeschläge aus Bronze und Münzen aus der Song-Zeit sowie Kan’ei-Münzen aus der Edo-Zeit.

## Galerie

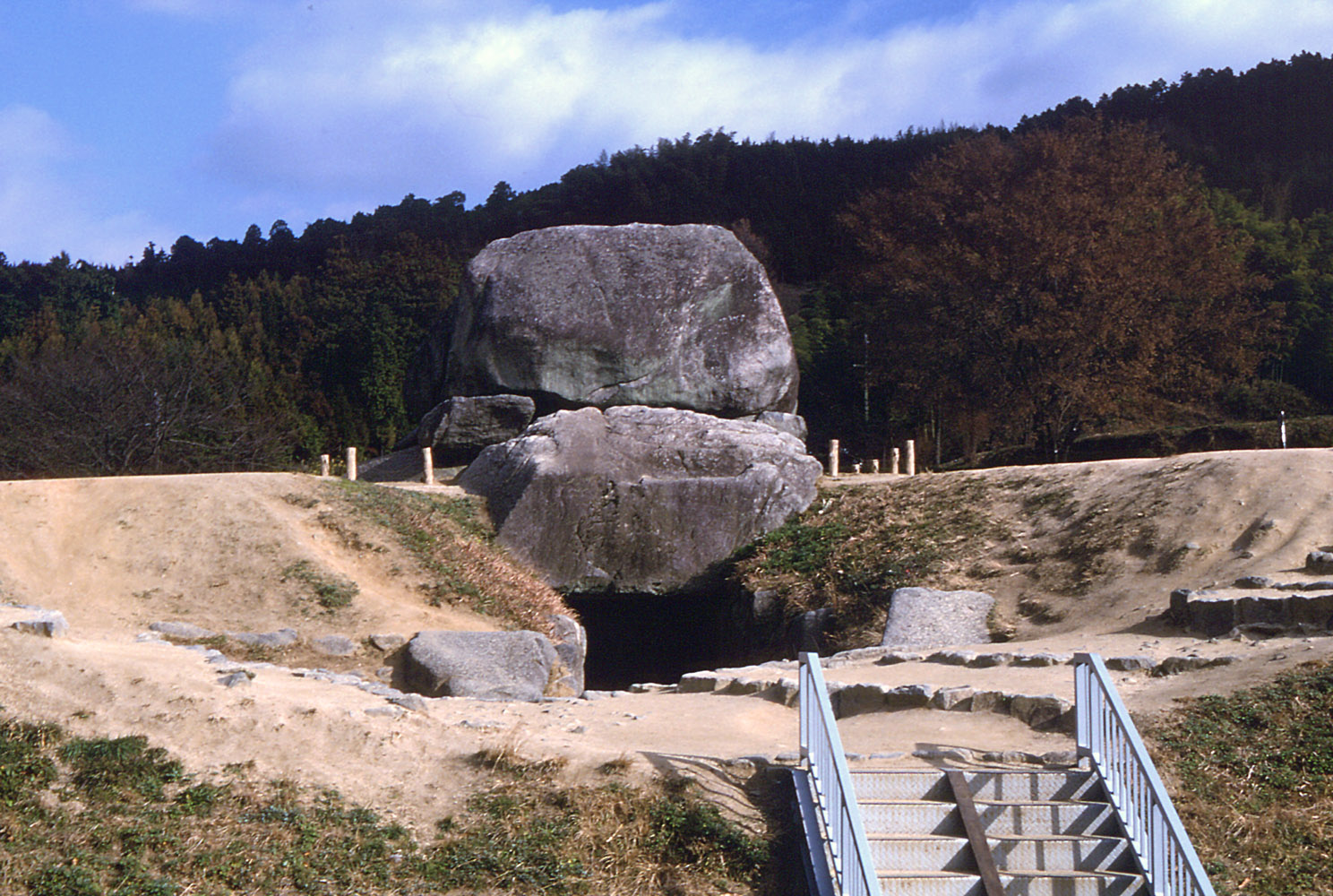
Aufgang zum Ishibutai-Kofun
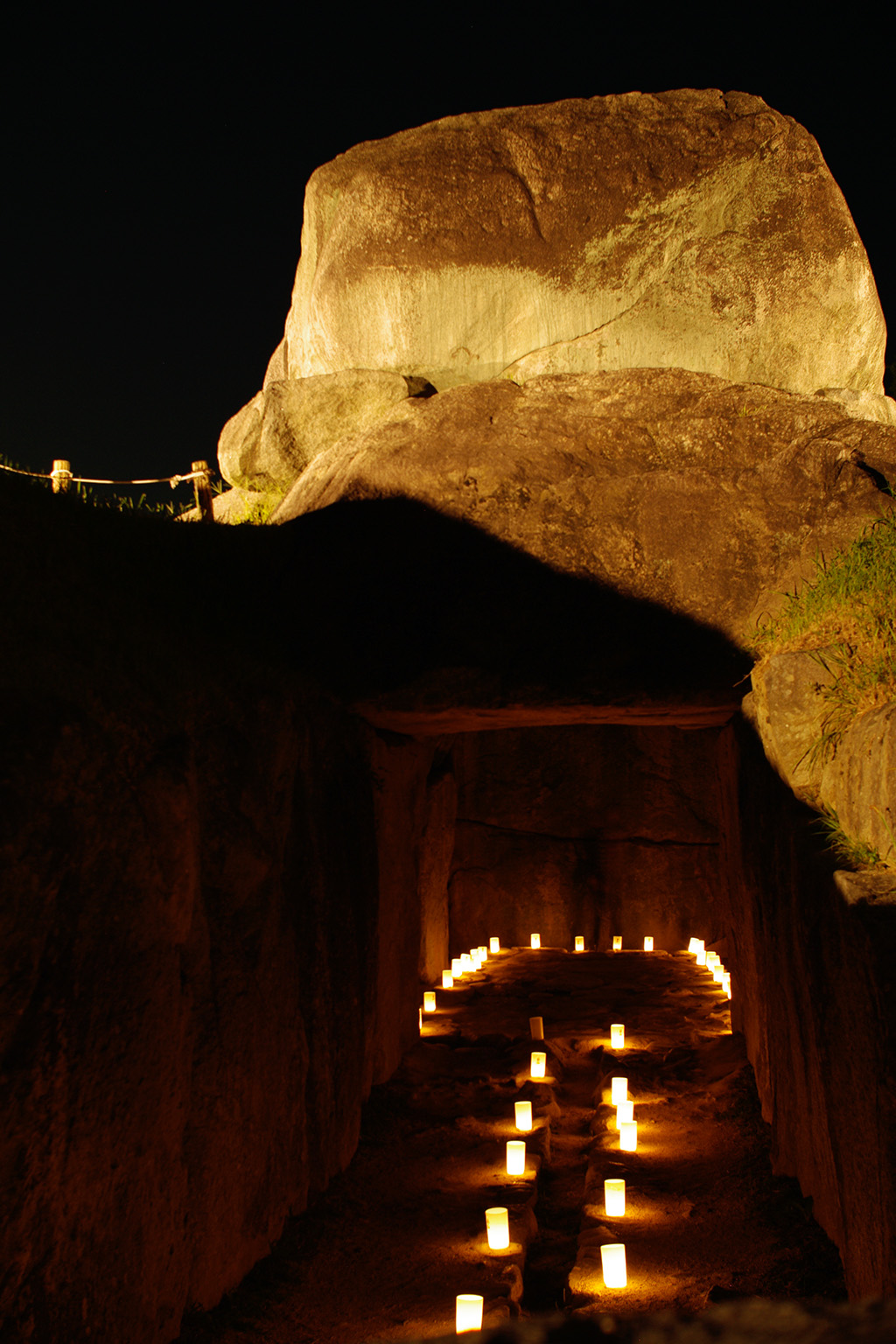
Beleuchtetes Ishibutai-Kofun
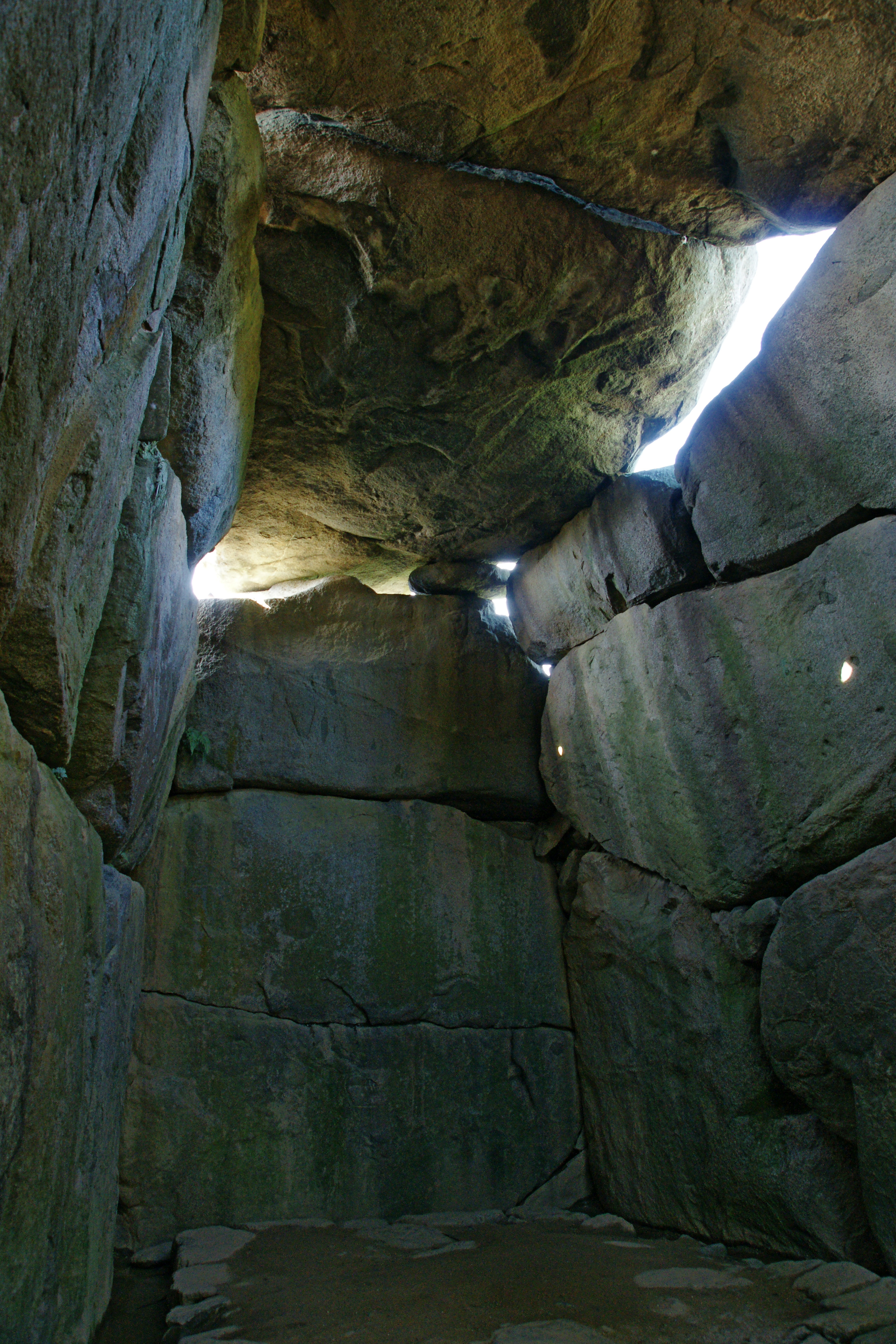
Blick in das Innere des Ishibutai-Kofun
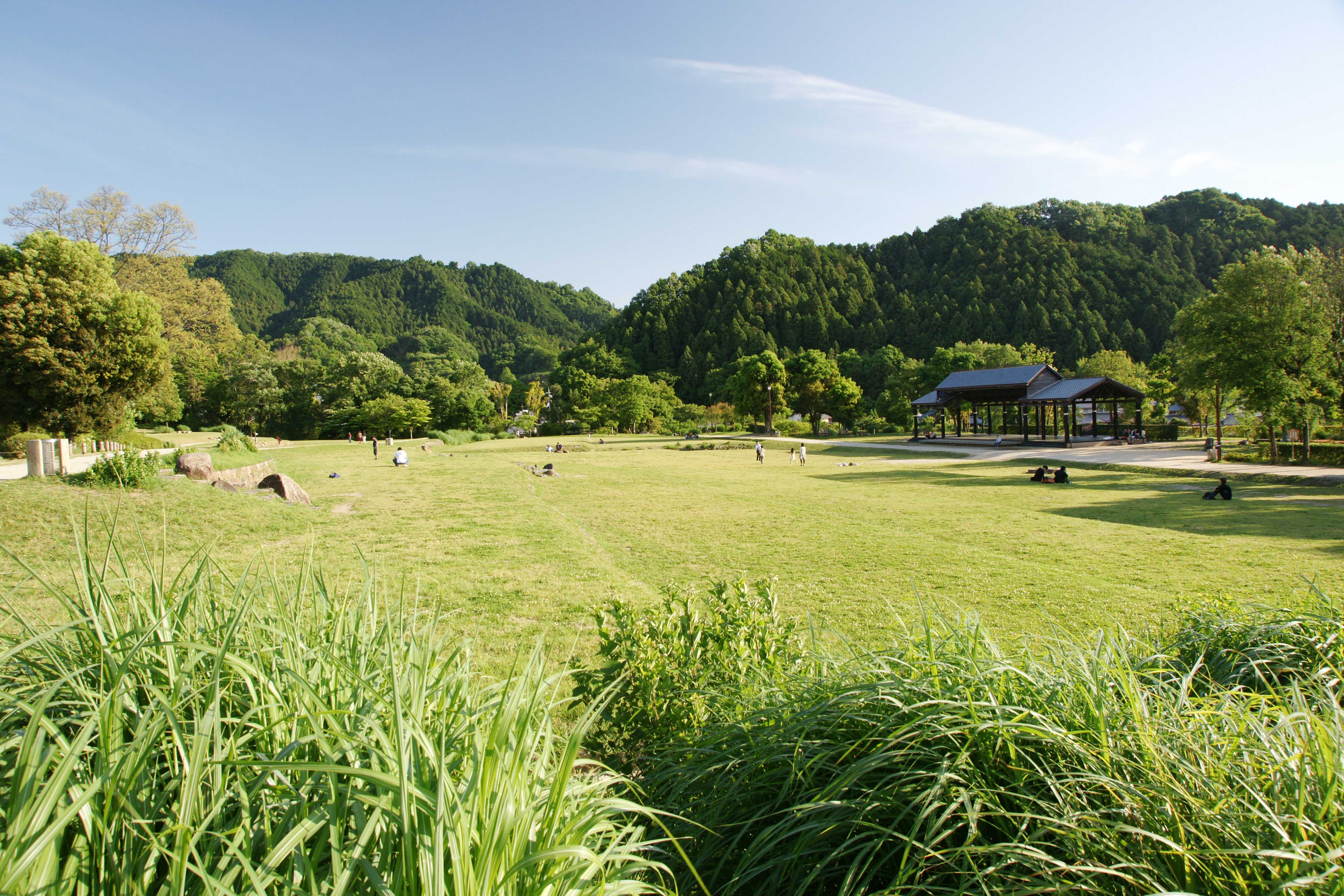
Nationalhistorischer Park Asuka
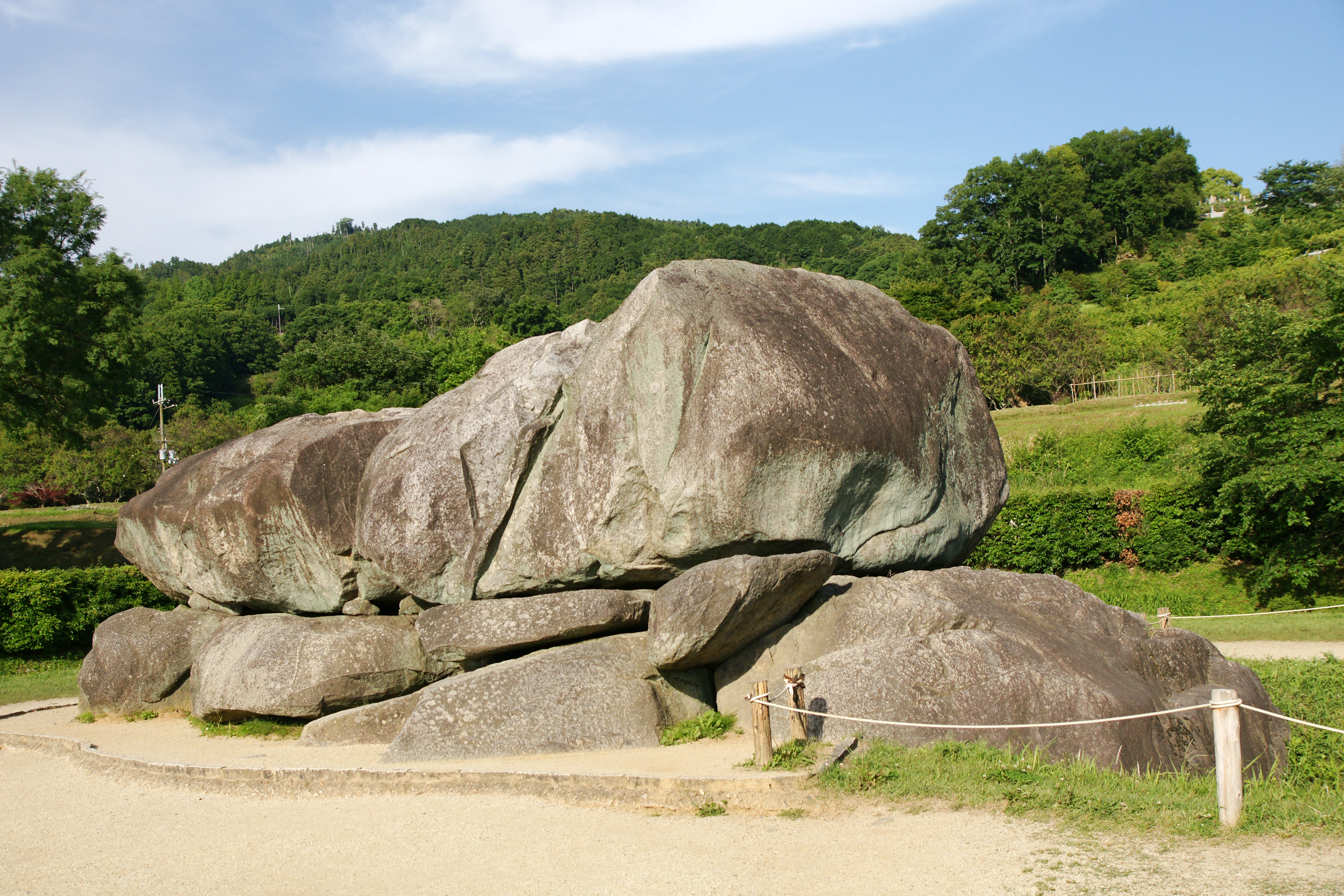
Rückseite